# Championnat de Macédoine du Nord de football 2019-2020
Navigation
Édition précédente Édition suivante
La saison 2019-2020 du championnat de Macédoine du Nord de football est la vingt-huitième édition de la première division macédonienne. Lors de celle-ci, le Klubi Futbollistik Shkëndija tente de conserver son titre de champion face aux neuf meilleurs clubs macédoniens lors d'une série de matchs se déroulant sur toute l'année. Les clubs affrontent à quatre reprises les neuf autres.
Trois places qualificatives pour les compétitions européennes seront attribuées par le biais du championnat (1 place au premier tour de qualification de la Ligue des champions 2020-2021, et 2 places au premier tour de qualification de la Ligue Europa). Une autre place qualificative pour le premier tour de qualification de la Ligue Europa sera garantie au vainqueur de la Coupe de Macédoine du Nord. Les 2 derniers du championnat sont relégués en deuxième division, tandis que le huitième disputera un barrage de promotion-relégation contre le troisième de deuxième division.
Le 12 mars 2020, la Fédération de Macédoine du Nord de football suspend le championnat en raison de la pandémie de Covid-19. Le 4 juin 2020, la compétition est définitivement arrêtée en raison du nombre croissant de cas positifs dans le pays ainsi que dans les effectifs de plusieurs équipes. Le titre n'est alors pas attribué et aucune équipe n'est reléguée. Les places européennes seront décidées lorsque la liste des clubs ayant obtenu une licence UEFA sera définie ; les places sont attribuées le 26 juin 2020 et le FK Vardar est proclamé champion,.

## Compétition

### Classement
Les équipes sont classées selon leur nombre de points, lesquels sont répartis comme suit : trois points pour une victoire, un point pour un match nul et zéro point pour une défaite. Pour départager les égalités, les critères suivants sont utilisés :
1. Différence de buts générale
2. Nombre de buts marqués
3. Nombre de points marqués en confrontations directes (*)
4. Différence de buts en confrontations directes (*)
5. Nombre de buts marqués à l'extérieur en confrontations directes (*)
6. Nombre de buts marqués en confrontations directes (*)

Si l'égalité reste parfaite, les équipes occupent le même classement.
Pour un départage pour le titre de champion, une qualification à une compétition européenne ou une relégation, seules les critères marqués d'un astérisque sont valables. En cas de nouvelle égalité, un match d'appui est joué.
| Rang | Équipe               | Pts | J  | G  | N | P  | Bp | Bc | Diff |
| ---- | -------------------- | --- | -- | -- | - | -- | -- | -- | ---- |
| 1    | FK Vardar Skopje     | 46  | 23 | 13 | 7 | 3  | 33 | 14 | +19  |
| 2    | FK Sileks Kratovo    | 36  | 23 | 10 | 6 | 7  | 24 | 21 | +3   |
| 3    | KF Shkëndija T       | 35  | 23 | 10 | 5 | 8  | 38 | 20 | +18  |
| 4    | FK Renova Džepčište  | 31  | 23 | 9  | 4 | 10 | 25 | 33 | -8   |
| 5    | KF Shkupi            | 29  | 23 | 7  | 8 | 8  | 28 | 28 | 0    |
| 6    | FK Makedonija GP     | 29  | 23 | 7  | 8 | 8  | 24 | 28 | -4   |
| 7    | FK Akademija Pandev  | 28  | 23 | 7  | 7 | 9  | 20 | 20 | 0    |
| 8    | FK Rabotnički Skopje | 28  | 23 | 8  | 4 | 11 | 21 | 29 | -8   |
| 9    | FK BorecP            | 27  | 23 | 7  | 6 | 10 | 20 | 31 | -11  |
| 10   | FC StrugaP           | 25  | 23 | 6  | 7 | 10 | 19 | 28 | -9   |

| Légende : Promotion et relégation | Légende : Promotion et relégation                                                                  |
| --------------------------------- | -------------------------------------------------------------------------------------------------- |
|                                   | Qualification pour le 1er tour de qualification de la Ligue des champions 2020-2021                |
|                                   | Qualification pour le 1er tour de qualification de la Ligue Europa 2020-2021                       |
|                                   | Match de barrage/relégation contre le troisième de Championnat de Macédoine du Nord de football D2 |
|                                   | Relégation directe en Vtora Liga                                                                   |
|                                   | T : Tenant du titre P : Promu de 2. MFL (D2)                                                       |

1. ↑  Cette saison, le FK Vardar Skopje n'obtient pas de licence européenne et ne peut donc pas se qualifier pour une compétition de l'UEFA[6].

### Meilleurs buteurs
| Rang | Joueur            | Club             | Buts |
| ---- | ----------------- | ---------------- | ---- |
| 1    | Daniel Avramovski | FK Vardar Skopje | 10   |
| 2    | Armend Alimi      | KF Shkëndija     | 9    |
| 2    | Nikola Prelčec    | FK Borec         | 9    |

### Barrage de promotion-relégation
À la fin de la saison, le 8e de 1. MFL devait affronter le vainqueur des play off de 2. MFL pour tenter de se maintenir.
Ce barrage est annulé à la suite de l'arrêt définitif du championnat.

## Bilan de la saison
| Championnat de Macédoine du Nord de football 2019-2020                        |                              |
| Champion                                                                      | FK Vardar Skopje (11e titre) |
| Dauphin                                                                       | FK Sileks Kratovo            |
| Coupes et trophées                                                            |                              |
| Vainqueur de la Coupe de Macédoine du Nord 2019-2020                          | Titre non attribué           |
| Qualifications continentales                                                  |                              |
| Ligue des champions 2020-2021                                                 | FK Sileks Kratovo            |
| Ligue Europa 2020-2021                                                        | KF Shkëndija                 |
| Ligue Europa 2020-2021                                                        | FK Renova Džepčište          |
| Ligue Europa 2020-2021                                                        | KF Shkupi                    |
| Promotions et relégations                                                     |                              |
| Promus en Championnat de Macédoine du Nord de football                        | FK Belasica                  |
| Promus en Championnat de Macédoine du Nord de football                        | FK Pelister                  |
| Relégués en Championnat de Macédoine du Nord de football de deuxième division | Aucun relégué                |